# Balrampur (stad)
Balrampur is een stad en gemeente in het district Balrampur van de Indiase staat Uttar Pradesh.

## Demografie
Volgens de Indiase volkstelling van 2001 wonen er 72.220 mensen in Balrampur, waarvan 53% mannelijk en 47% vrouwelijk is. De plaats heeft een alfabetiseringsgraad van 55%.

## Galerij

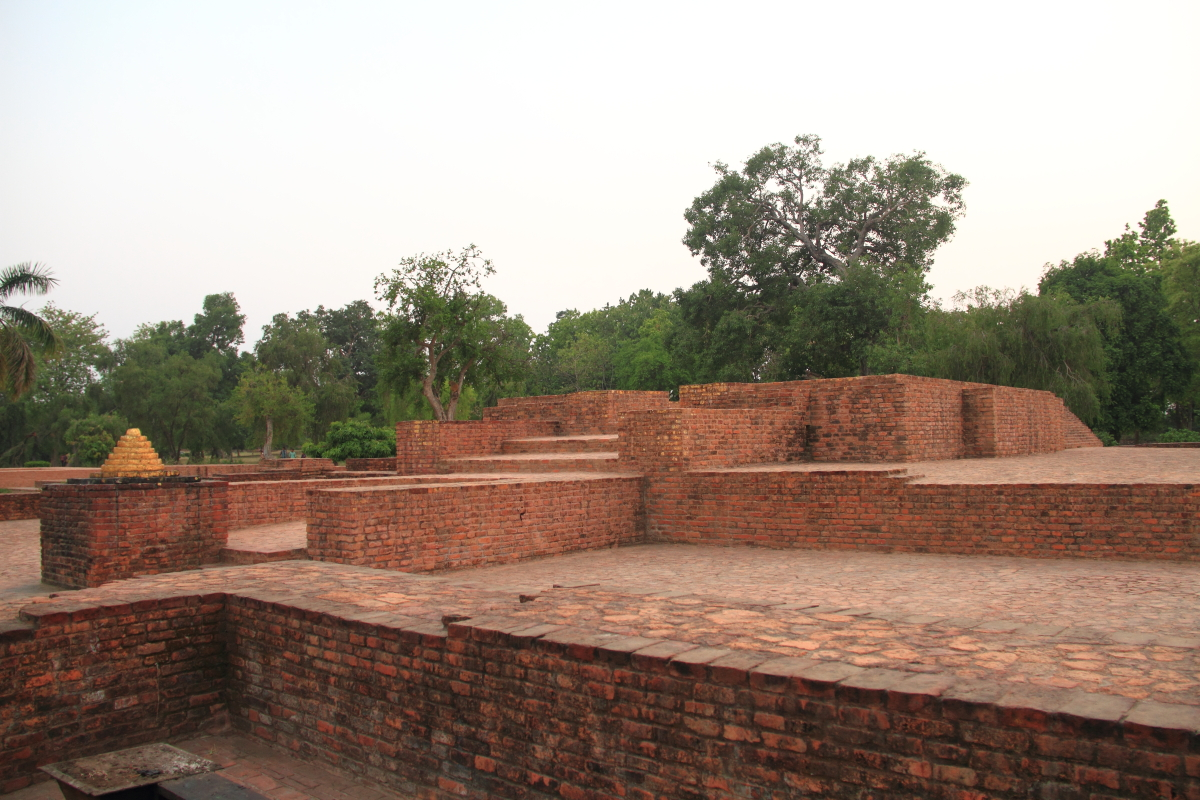
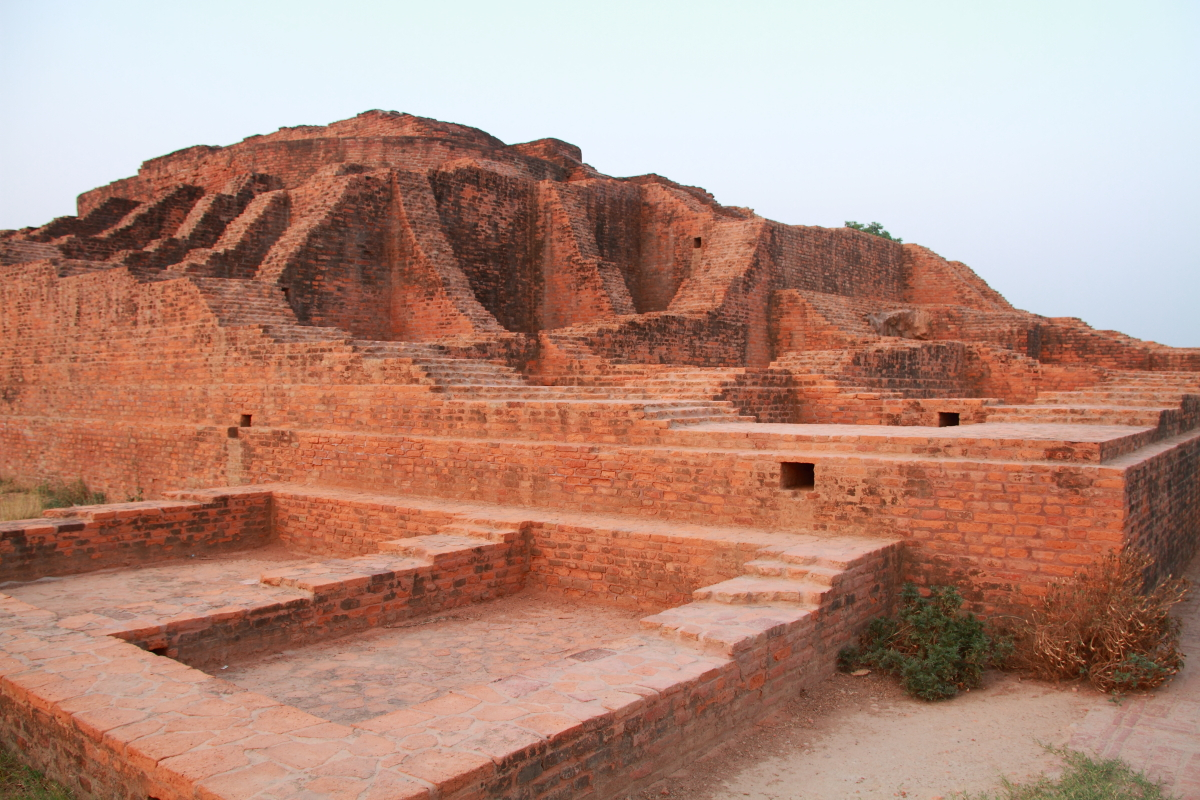
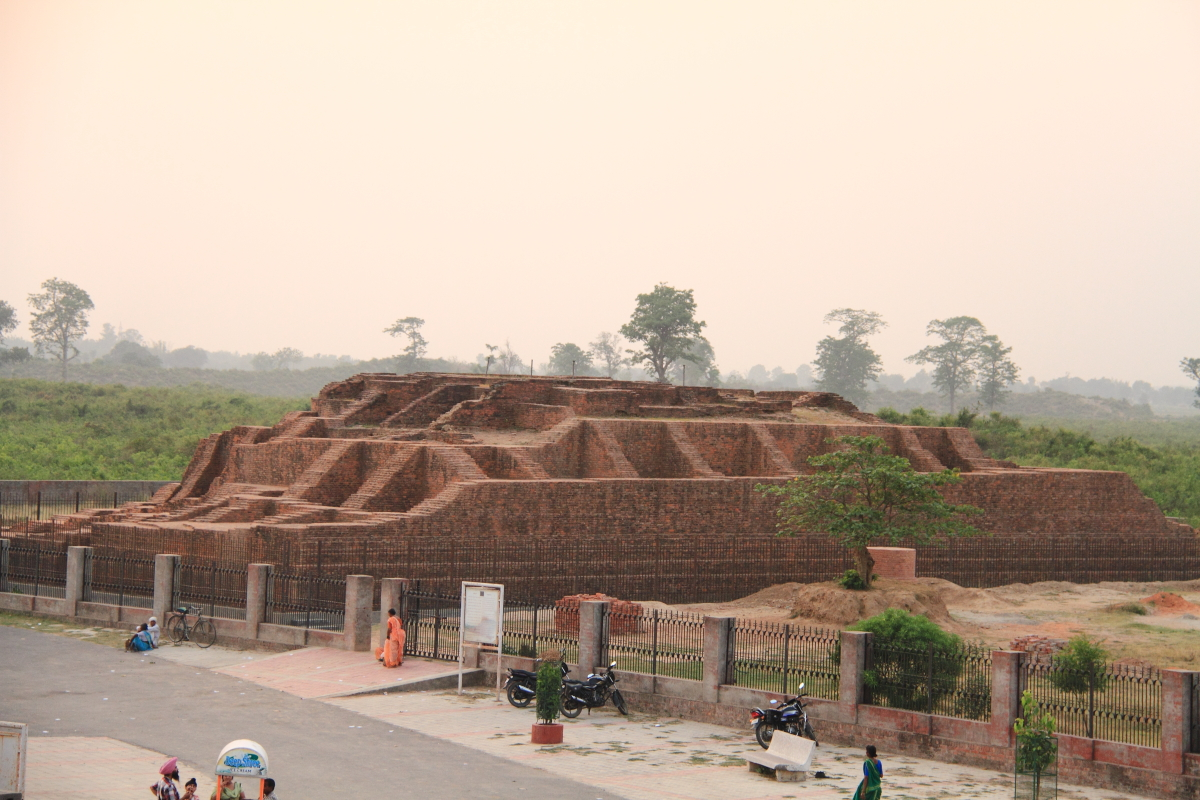
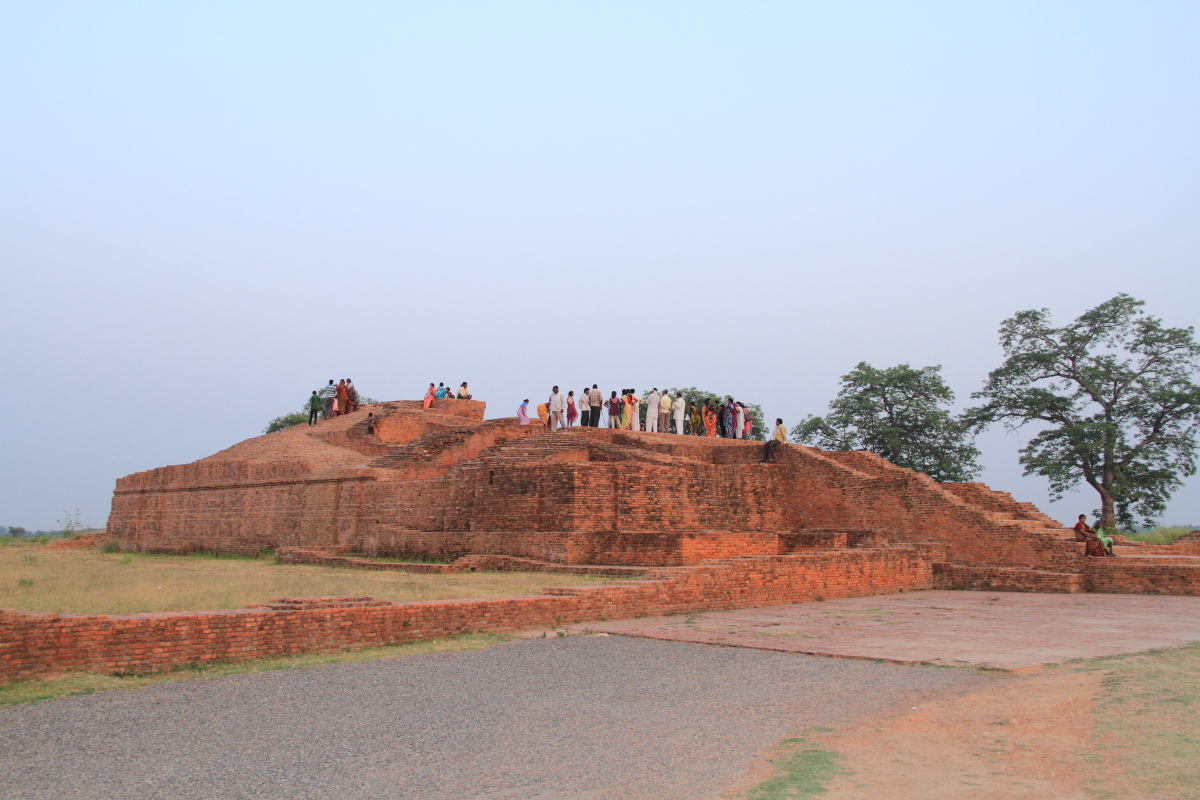
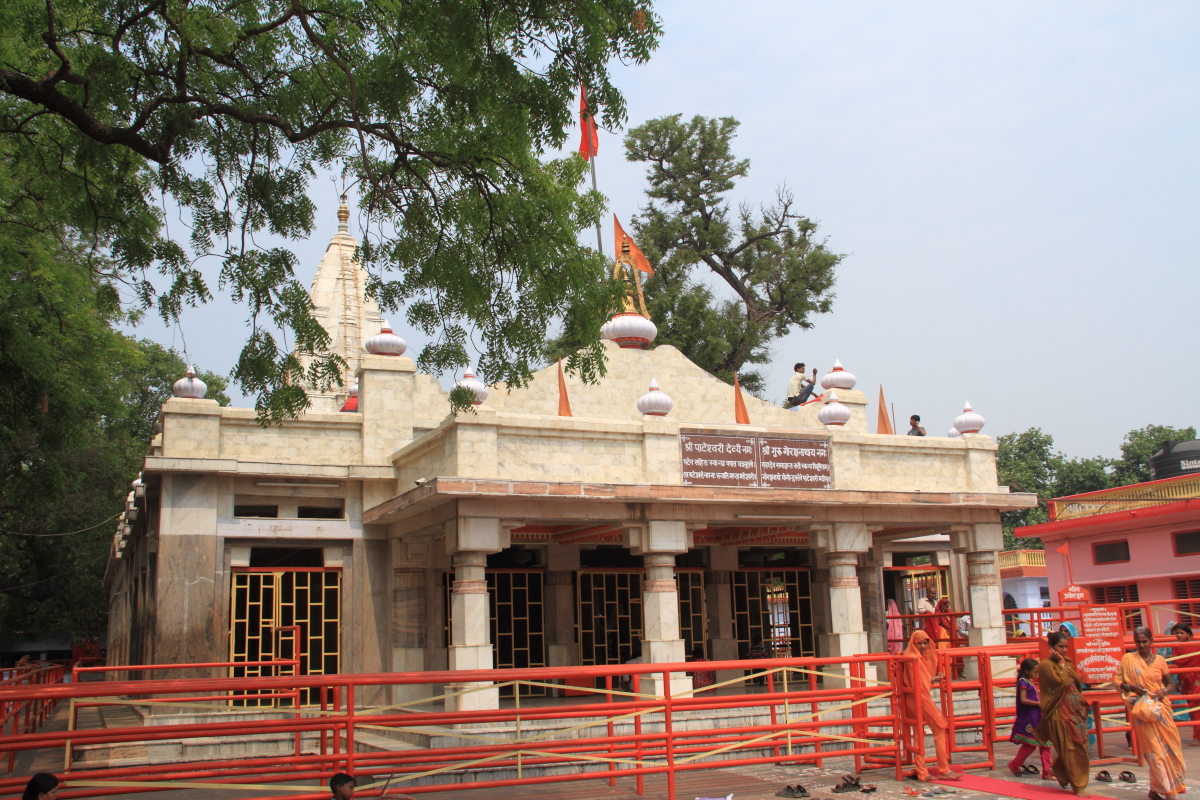
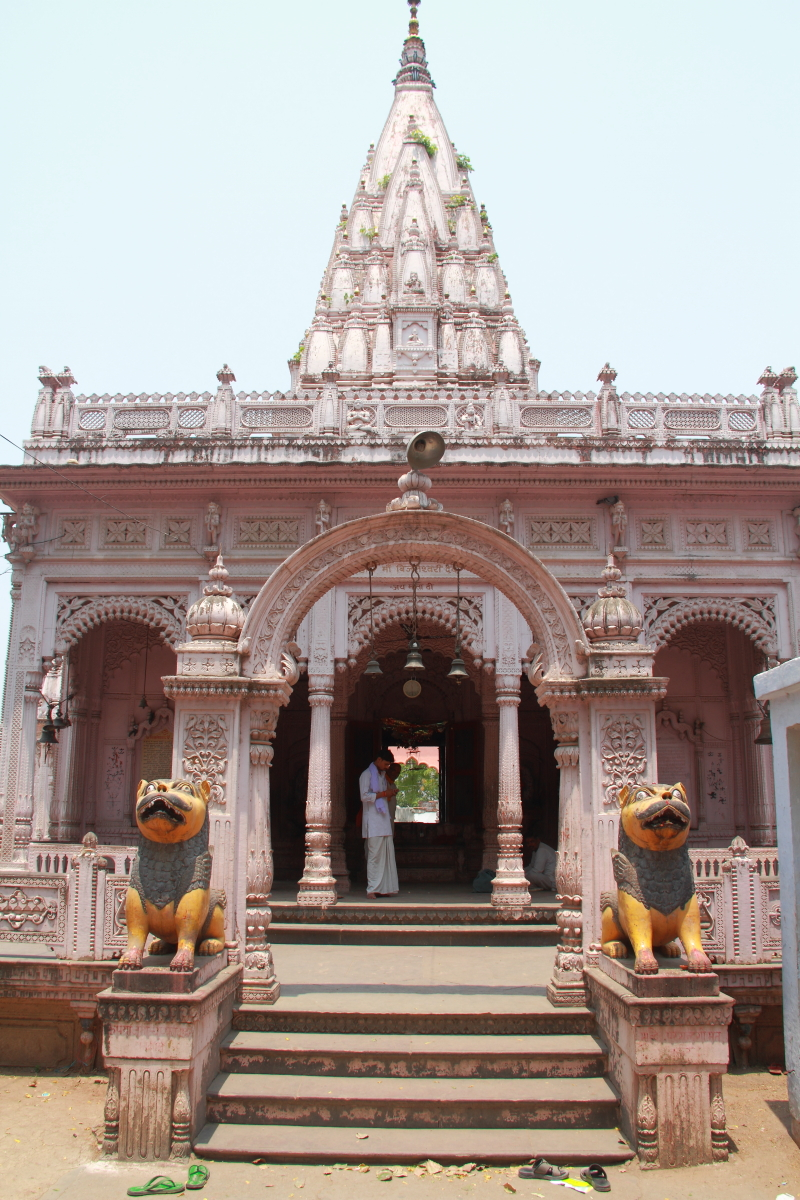
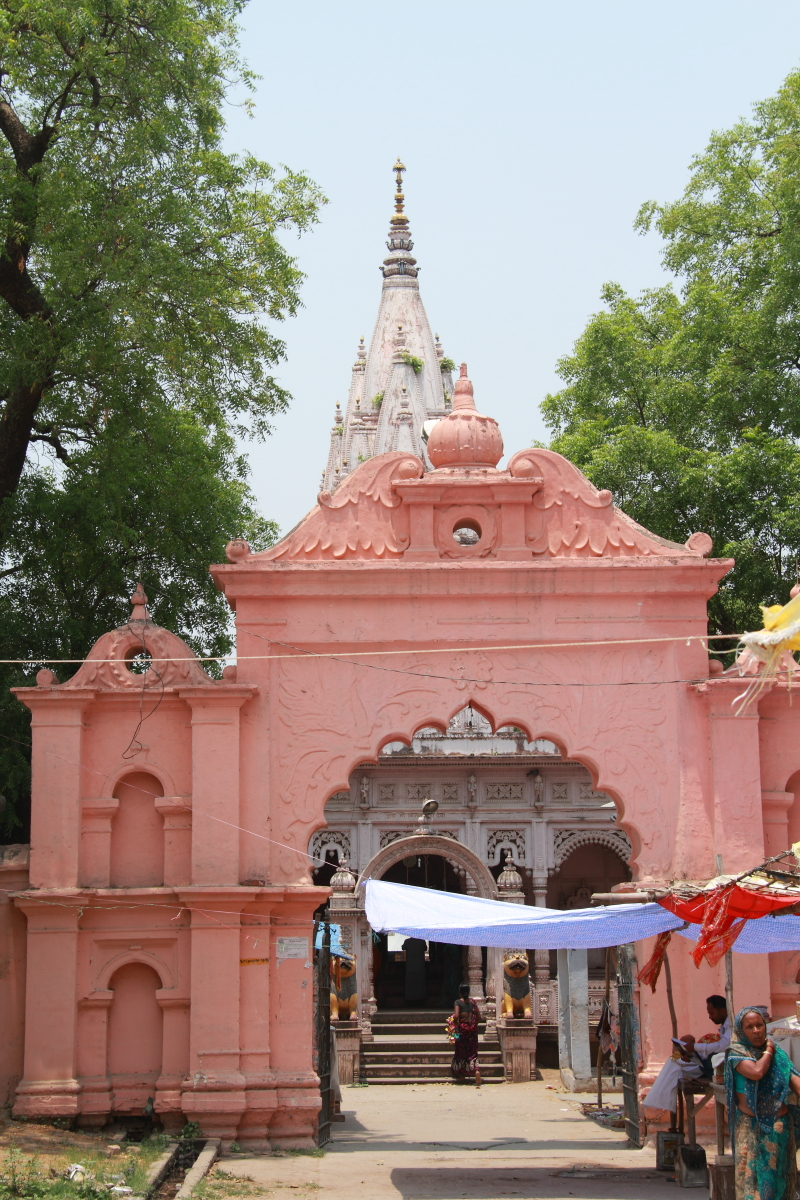
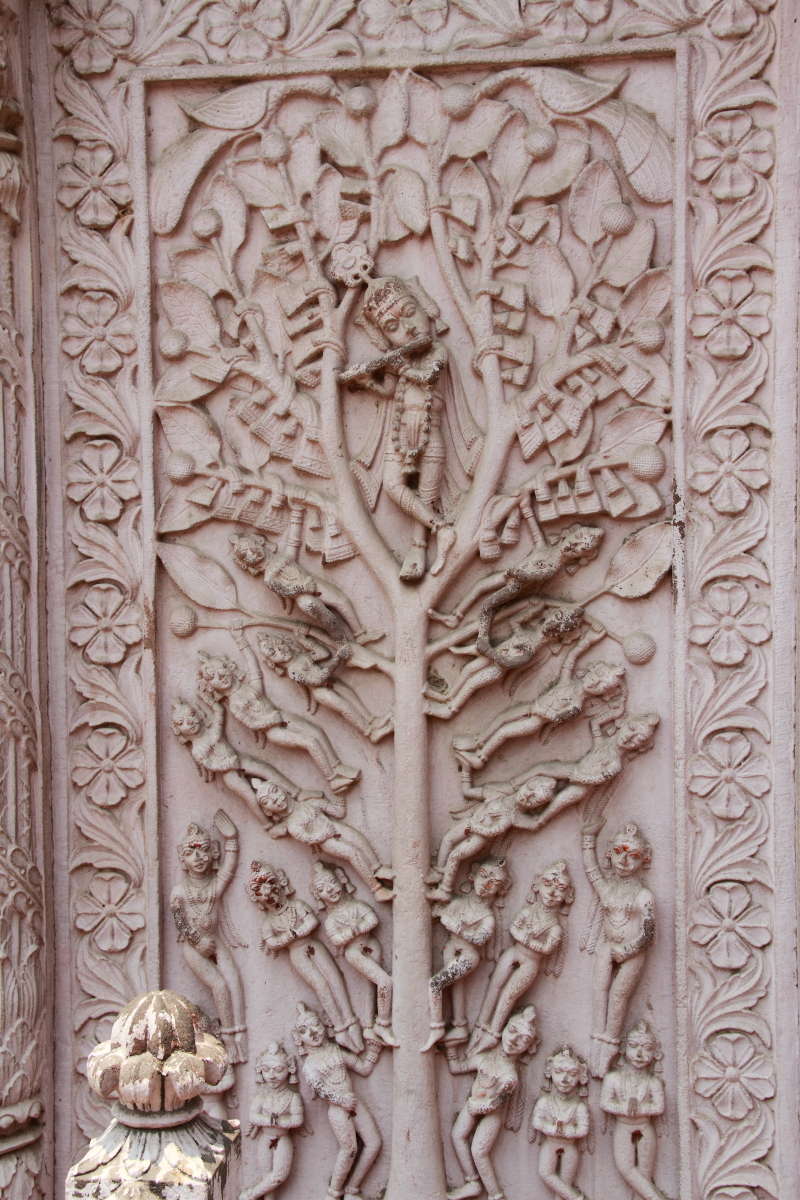
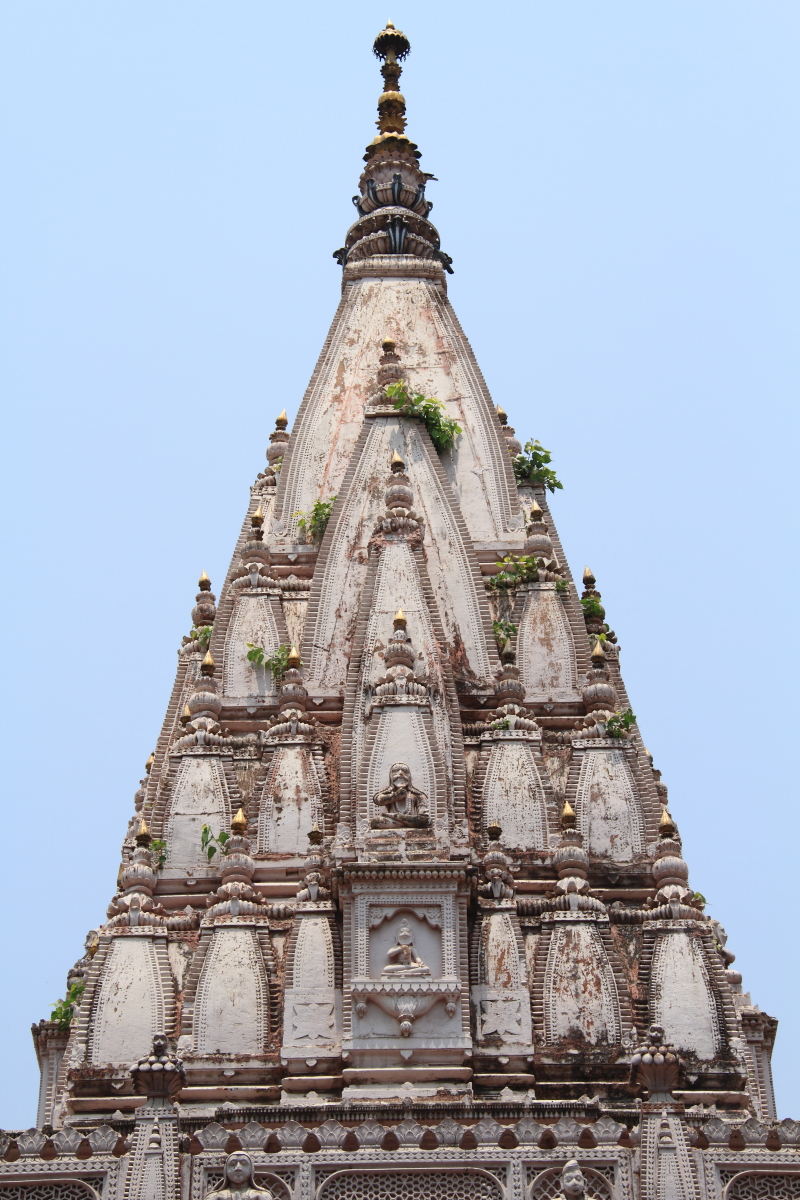
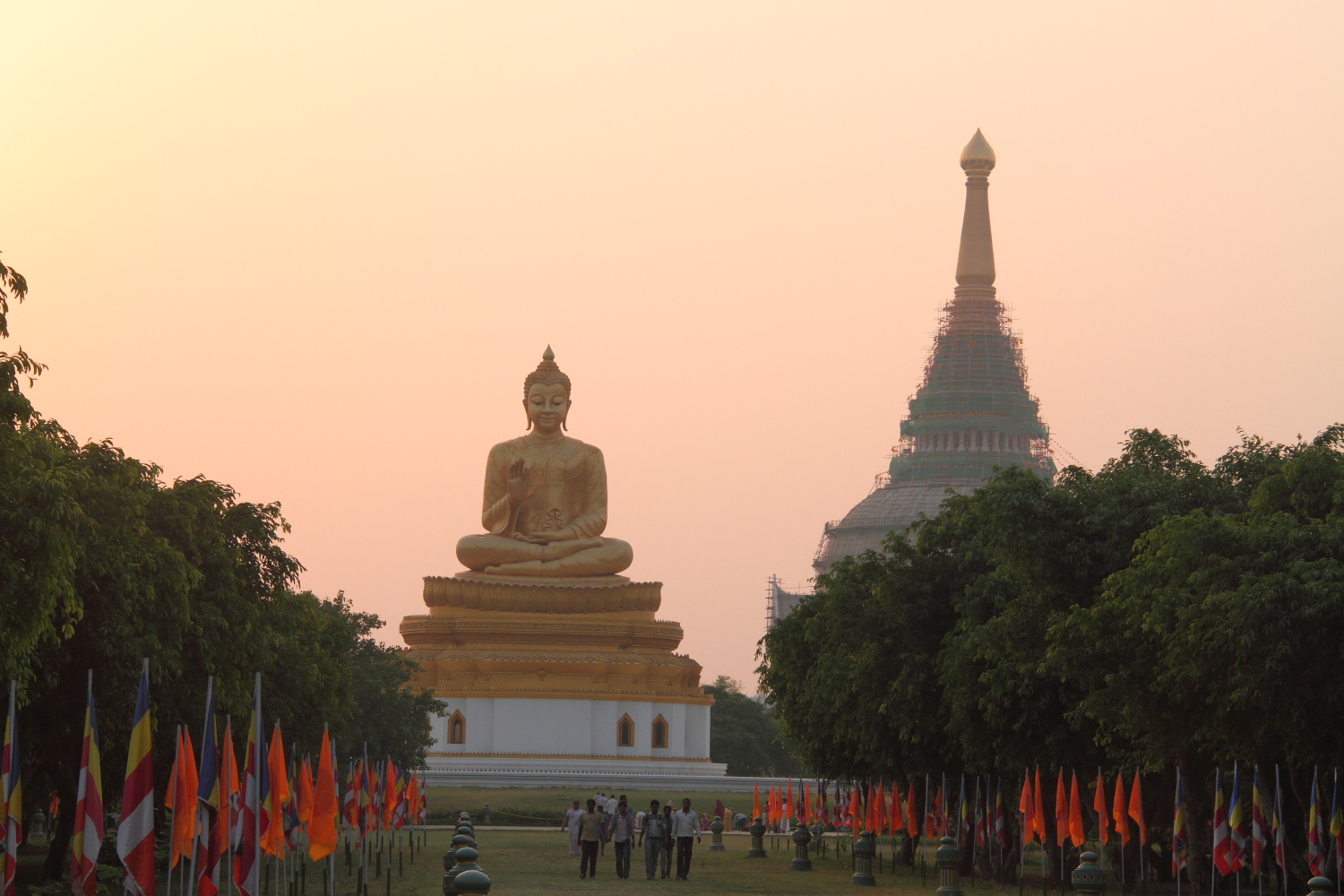
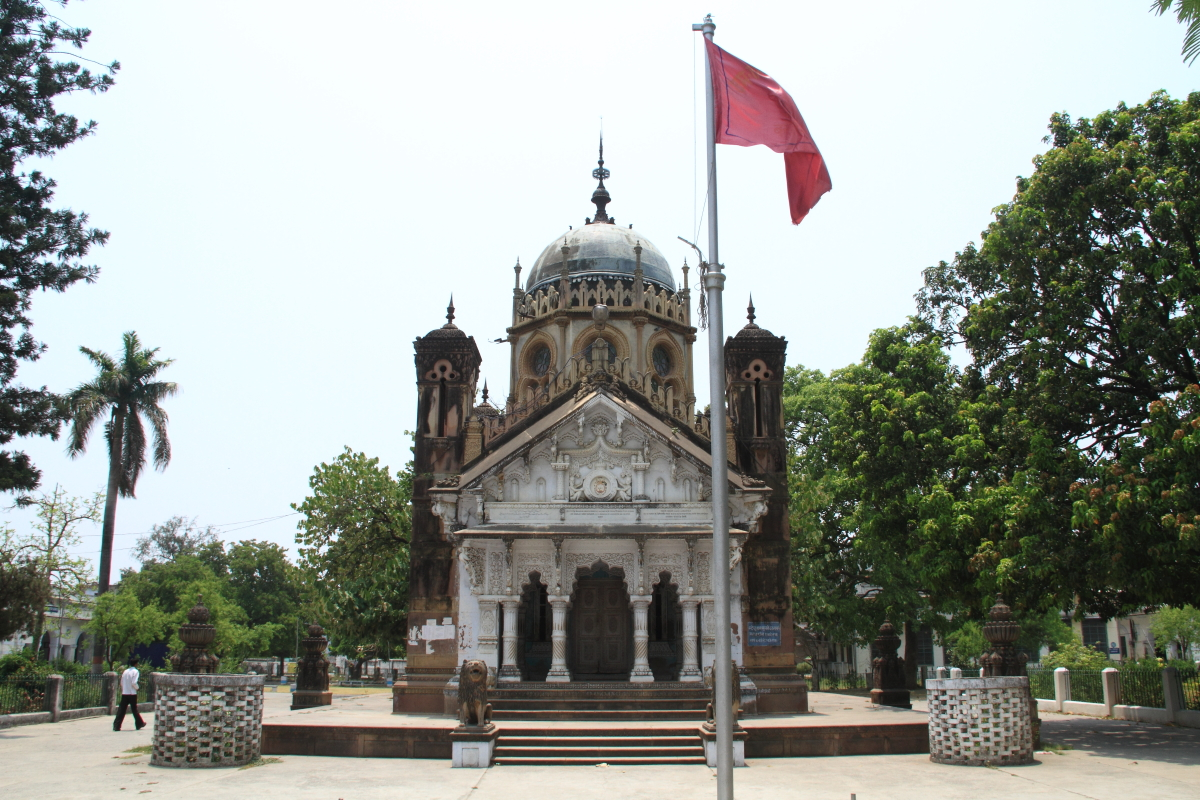
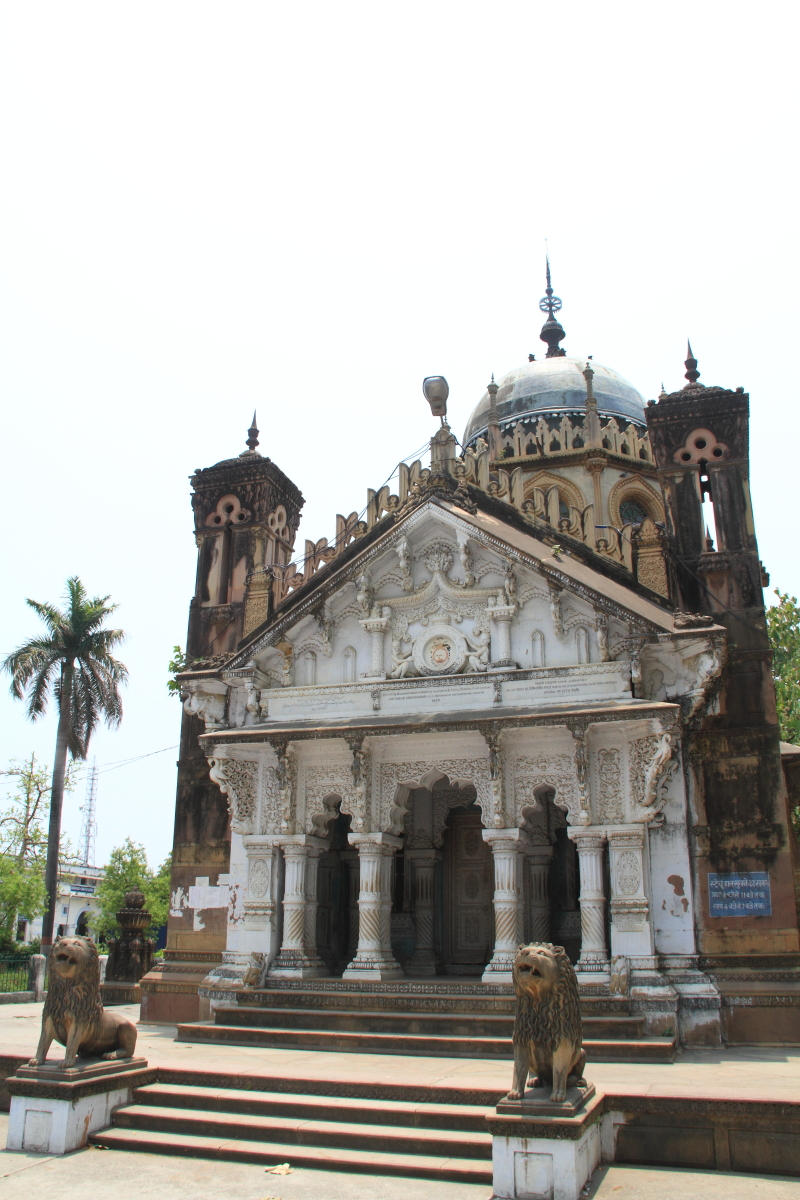
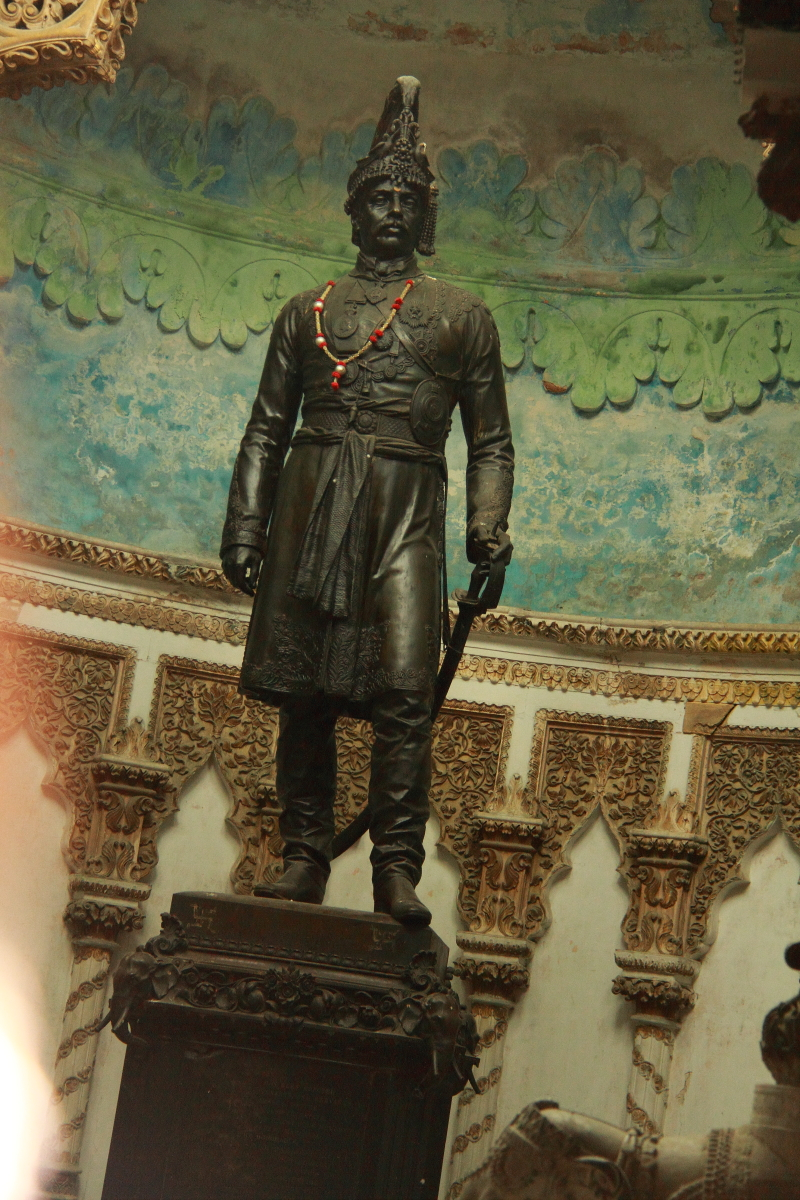